# Volkswagen Phaeton
Volkswagen Phaeton (укр. Фольксваген Фаетон) — перший автомобіль представницького (S) класу за всю 70-річну історію Volkswagen.

## Опис

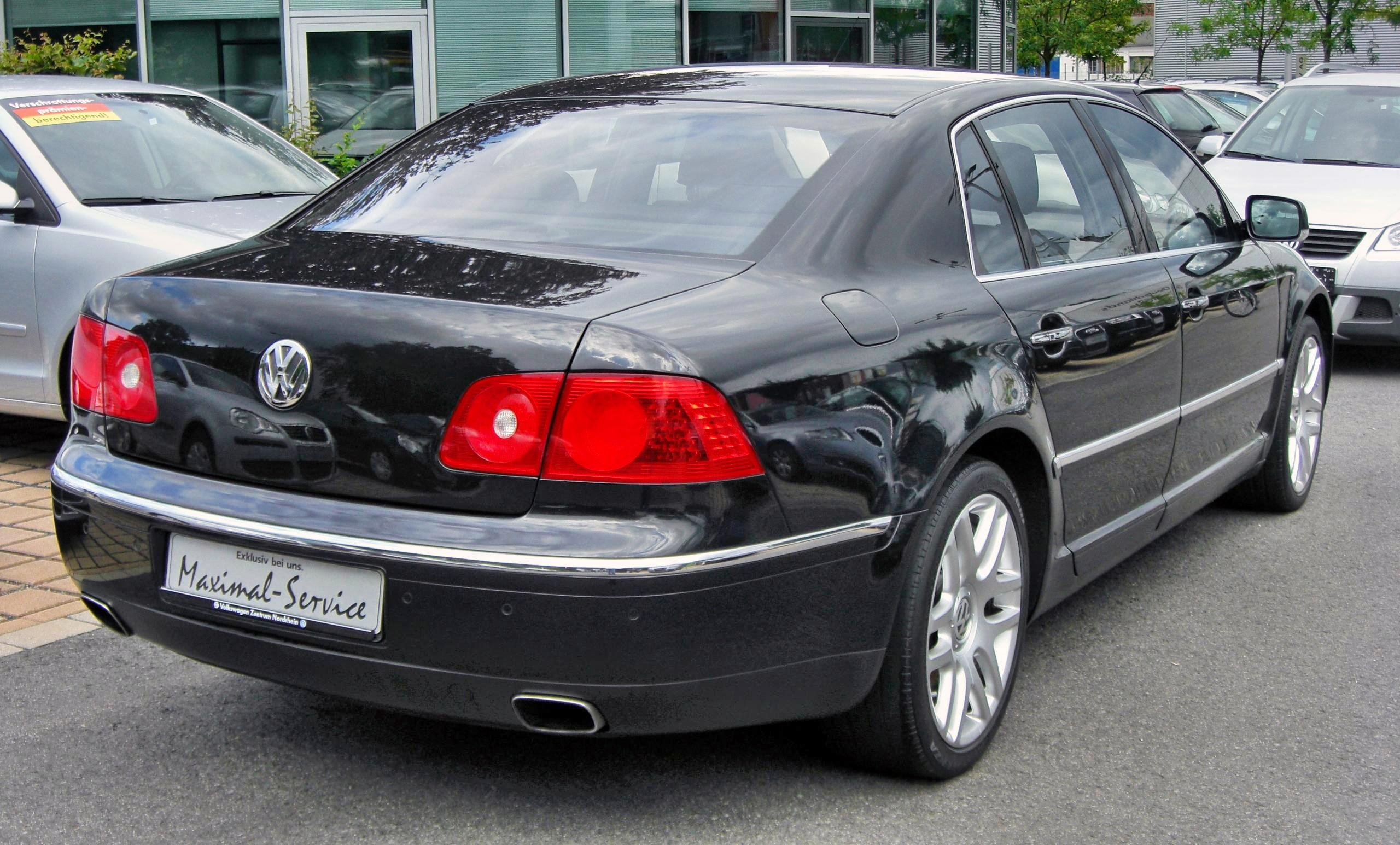
Volkswagen Phaeton (2002—2007)

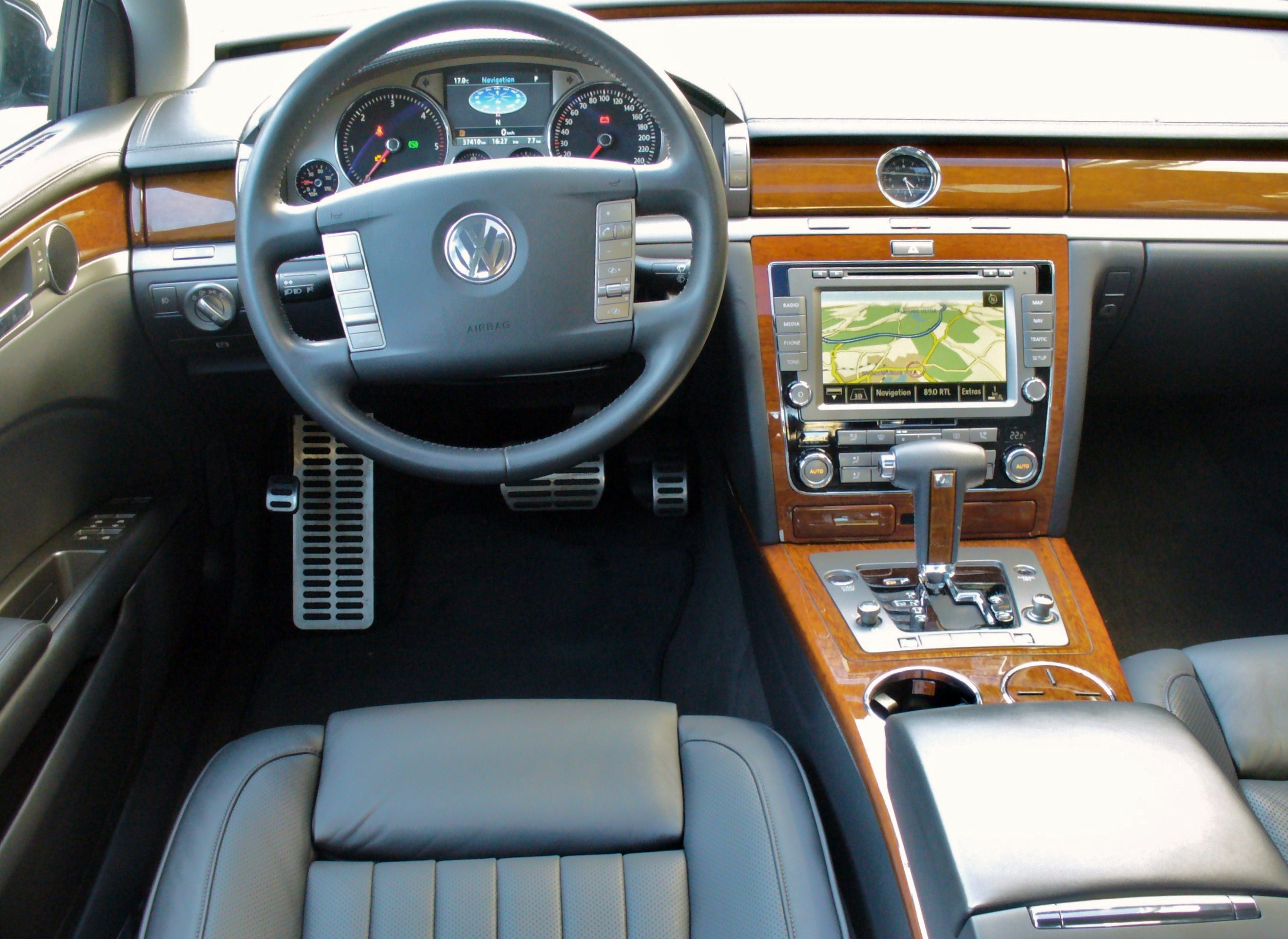

З 2002 року виробляється (в основному ручна збірка) на заводі Gläserne Manufaktur в Дрездені в Німеччині. Технічно модель виконана на базі представницьких автомобілів Audi A8 та Bentley Continental Flying Spur. Прототип автомобіля, під робочою назвою Concept D, вперше був представлений в 1999 році на Франкфуртському автосалоні. З квітня 2007 року є першим автомобілем вищого класу, який з дизельним двигуном V6-TDI (V-подібний турбо-дизель) виконав норми екологічного стандарту Євро-5.
На сьогодні, Phaeton укомплектований такими ж частинами, що і Bentley, така ж шумоізоляція, елементи управління, системи і програмні блоки, які так само можуть і зустрічатися на Audi A8. Іншими словами Phaeton, є більш здешевленою копією Bentley, з іншим брендом і ім'ям.
Назва автомобіля походить від імені героя грецької міфології Фаетона. Спочатку в транспорті фаетонами називалися легкі відкриті кінні екіпажі, надалі назва перейшла на легкові автомобілі з м'яким верхом. Окремі моделі автомобілів з назвою «Фаетон» випускалися в різні роки початку XX століття фірмами Škoda, Horch, Packard.

### 2011 модельний рік
В кінці квітня 2010 року на міжнародному автошоу в Пекіні відбувся світовий дебют рестайлінгового Volkswagen Phaeton. Зовні оновлений седан відрізняється від попередників передньою частиною, яку привели у відповідність із сучасним модельним рядом Volkswagen. Автомобіль існує в «короткому» і «довгому» виконаннях (5060 і 5180 мм), вже в базовій комплектації присутні адаптивна пневмопідвіска всіх коліс і постійний повний привід.
Оновилася гамма моторів: крім старих бензинових 3,2-літрового V6 і 3,0-літрового турбодизелів з другої половини 2010 року з'являється можливість замовити Phaeton з бензиновими V8 потужністю 335 к.с. і W12 потужністю 450 к.с.
V8 потужністю 335 к.с розжене автомобіль за 6.9 секунд, витрачаючи 12.9 л/100 км. Компонується він шестиступінчастою автоматичною коробкою. Щодо 6.0-літрового W12 на 450 к.с., то відмітки у 100км/год автомобіль досягає за 6.1 секунд. Витрата палива перебуває на рівні 14.5 л/100 км. До пари йому запропонована п'ятиступінчаста автоматична коробка.  До переліку базових елементів безпеки Volkswagen Phaeton відносяться: подушки безпеки, електронний контроль стабільності та антиблокувальні гальма. 
Phaeton 2011 модельного року став другою в ряду Volkswagen машиною, яка отримала систему автоматичного регулювання світла фар Dynamic Light Assist як опцію. Volkswagen Phaeton 2011 буде доступний з двома варіантами виконання другого ряду сидінь — дво-або тримісних.
В грудні 2015 року стало відомо, що Volkswagen Phaeton не отримає наступника та його виробництво на «Скляному заводі» в Дрездені буде припинено в 2016 році.

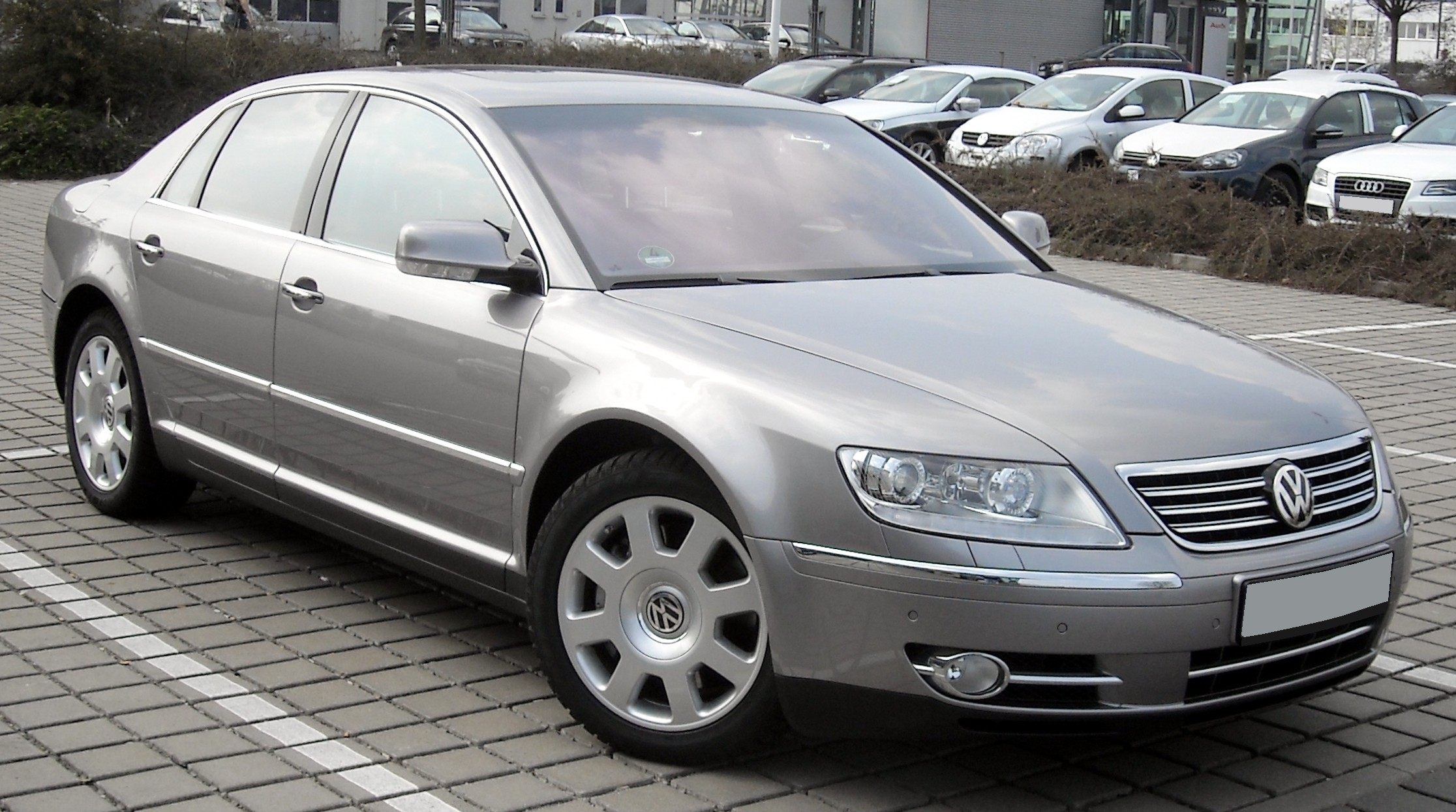
VW Phaeton (2007–2010)
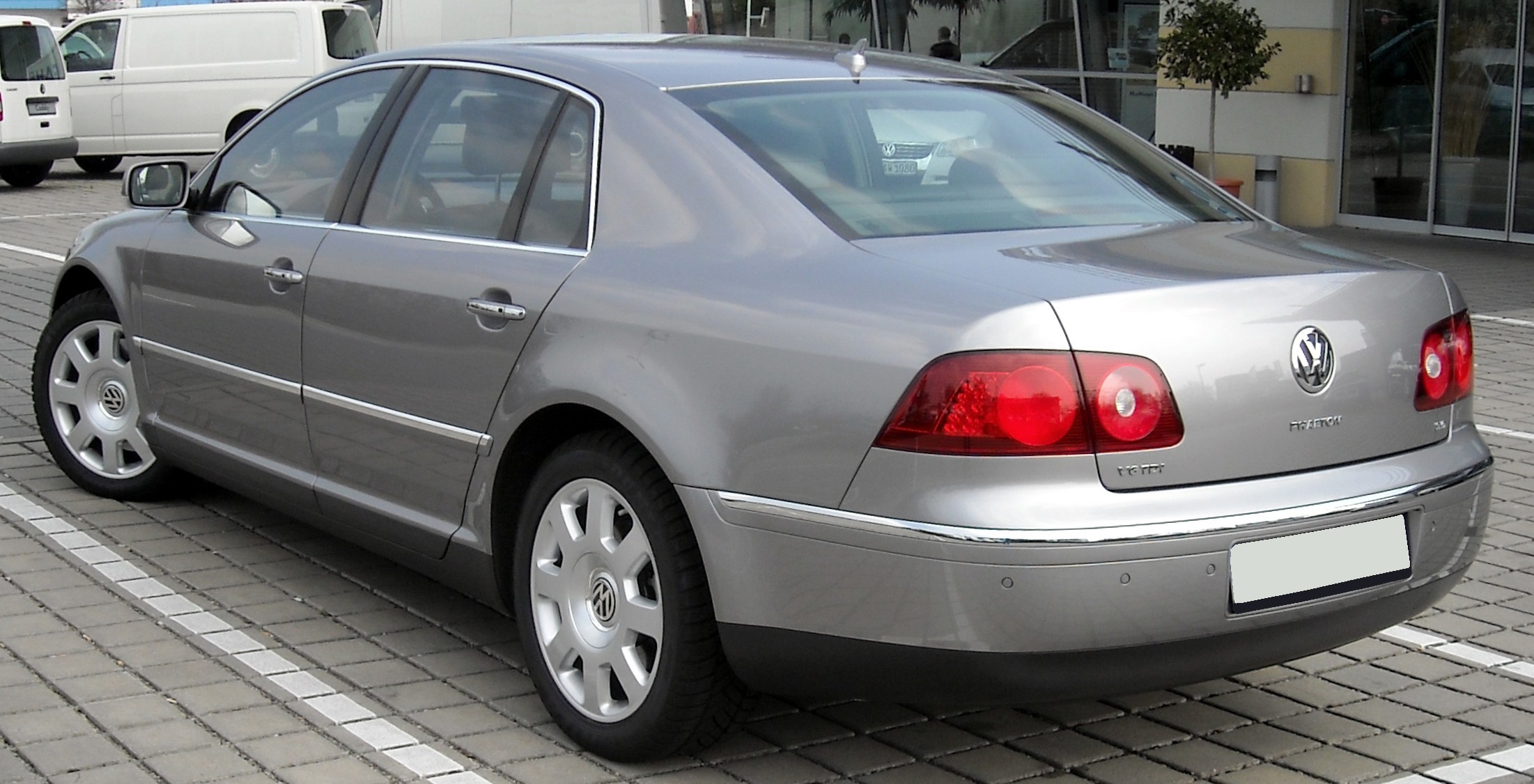
VW Phaeton (2007–2010)
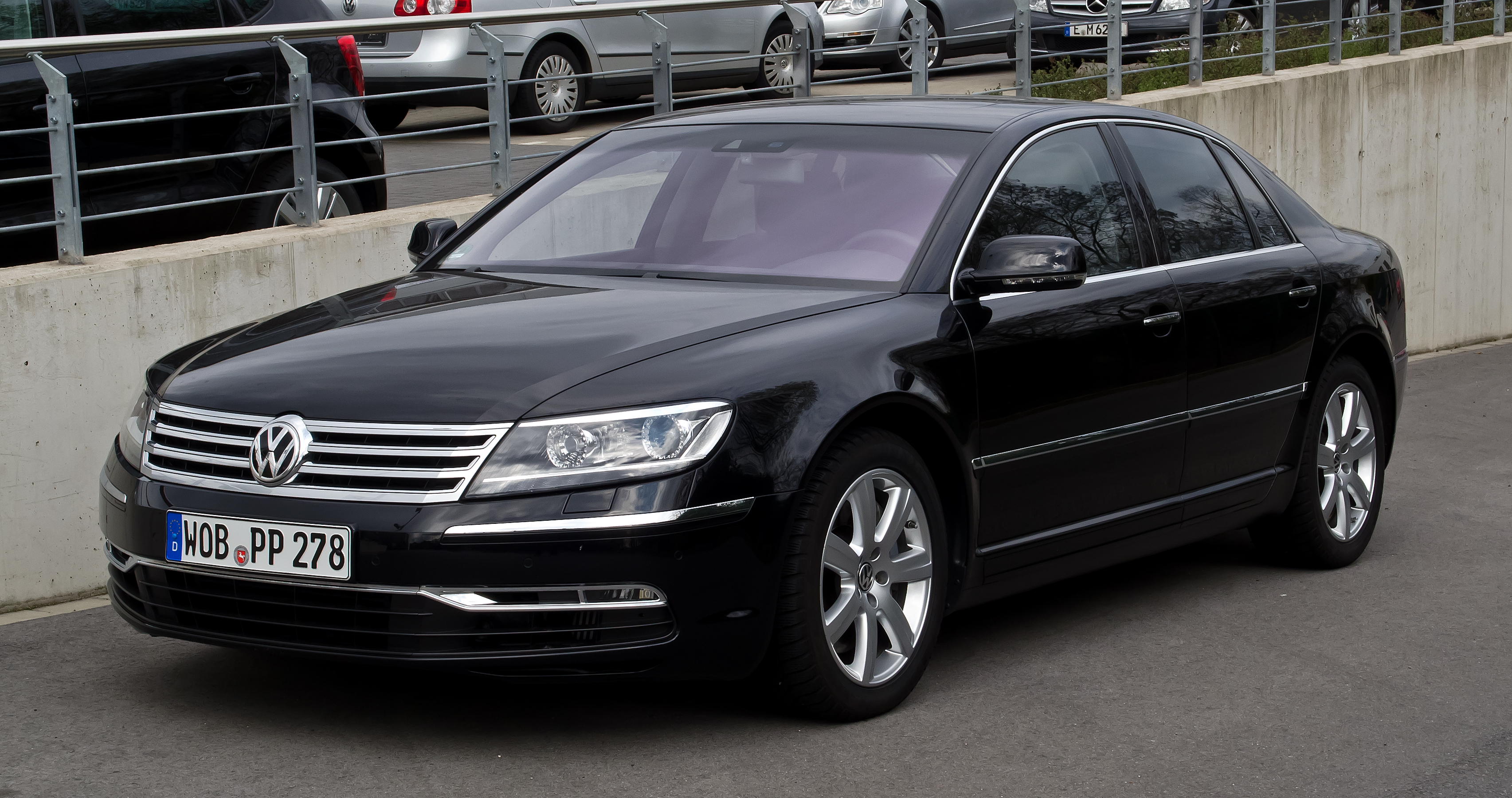
VW Phaeton (2010–2016)
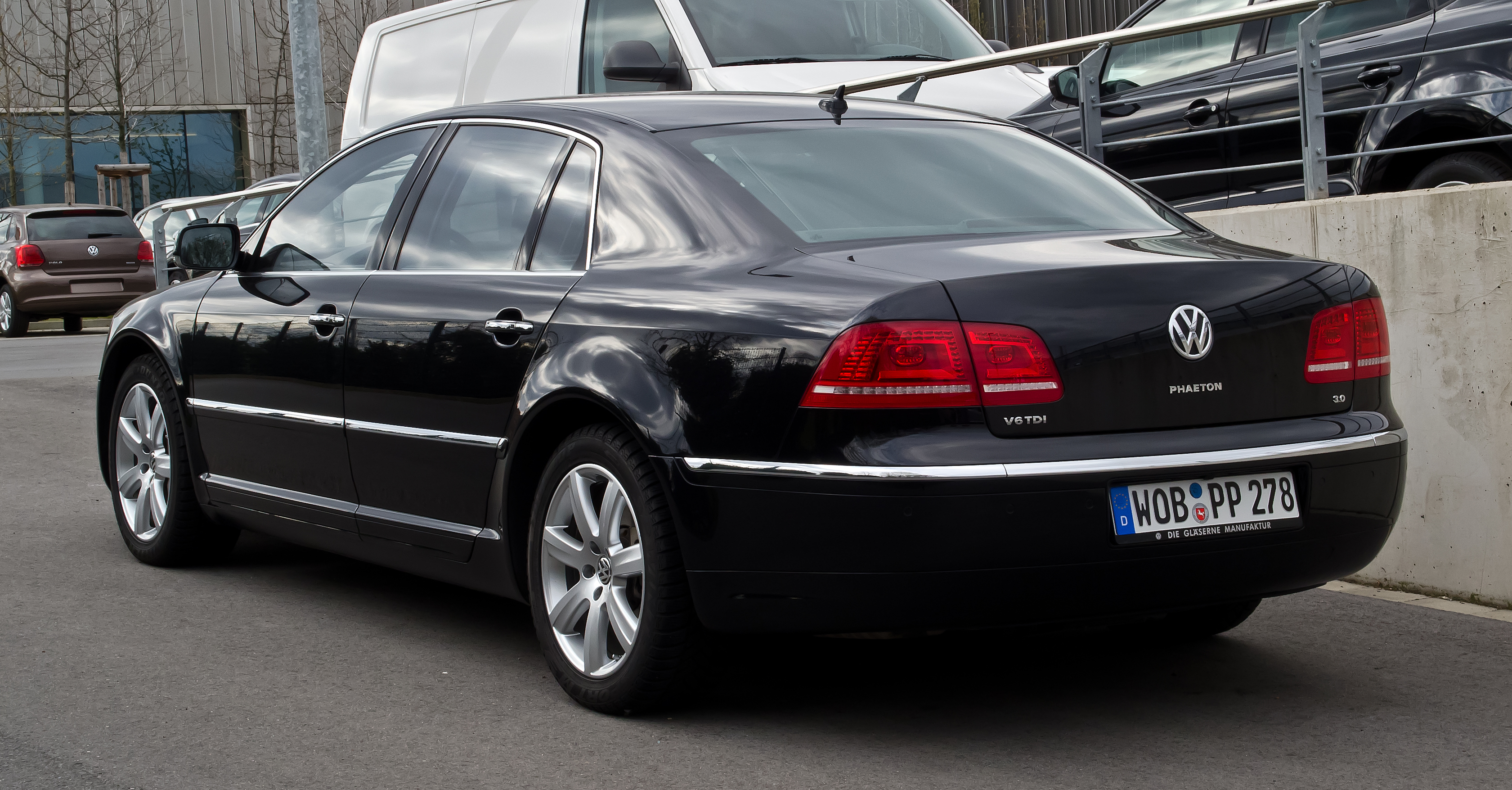
VW Phaeton (2010–2016)

## Двигуни
| Двигун      | Об'єм [см³] | Тип двигуна | Потужність [к.с.] при об/хв | Крутний момент [Нм] при об/хв | Розгін 0-100 км/год [с] | Швидкість максимальна [км/год] | Роки виробництва |            |            |
| Бензинові:  | Бензинові:  | Бензинові:  | Бензинові:                  | Бензинові:                    | Бензинові:              | Бензинові:                     | Бензинові:       | Бензинові: | Бензинові: |
| ----------- | ----------- | ----------- | --------------------------- | ----------------------------- | ----------------------- | ------------------------------ | ---------------- | ---------- | ---------- |
| VR6 3.2     | 3189        | VR6         | 241/6200                    | 315/2400                      | 9,4                     | 239                            | 2002-2008        |            |            |
| VR6 3.6 FSI | 3597        | VR6         | 280/6250                    | 370/3500                      | 8,6                     | 250                            | 2008-2016        |            |            |
| V8 4.2      | 4172        | V8          | 335/6500                    | 430/3500                      | 6,9                     | 250                            | 2002-2016        |            |            |
| W12 6.0     | 6005        | W12         | 420/6000                    | 550/3000                      | 6,1                     | 250                            | 2002-2004        |            |            |
| W12 6.0     | 5998        | W12         | 450/6050                    | 560/2750-5200                 | 5,9                     | 250                            | 2004-2011        |            |            |
| Дизельні:   |             |             |                             |                               |                         |                                |                  |            |            |
| V6 3.0 TDI  | 2967        | V6          | 224/4200                    | 450/1400                      | 9,1                     | 234                            | 2004-2006        |            |            |
| V6 3.0 TDI  | 2967        | V6          | 235/3750                    | 500/1400-3250                 | 8,7                     | 236                            | 2007-2008        |            |            |
| V6 3.0 TDI  | 2967        | V6          | 240/4000                    | 500/1500-3000                 | 8,3                     | 237                            | 2008-2016        |            |            |
| V10 5.0 TDI | 4921        | V10         | 313/4000                    | 750/2000                      | 6,9                     | 250                            | 2003-2007        |            |            |

## Виробництво
Всього з 2001 по 2016 рік було побудовано 84 235 Phaeton.
| рік    | 2001  | 2002  | 2003  | 2004  | 2005  | 2006  | 2007   | 2008   | 2009   | 2010   | 2011   | 2012   | 2013   | 2014   | 2015   | 2016 |
| ------ | ----- | ----- | ----- | ----- | ----- | ----- | ------ | ------ | ------ | ------ | ------ | ------ | ------ | ------ | ------ | ---- |
| авто   | 371   | 3.403 | 5.885 | 5.485 | 6.001 | 5.024 | 5.711  | 6.189  | 4.071  | 7.477  | 11.166 | 10.190 | 5.812  | 4.061  | 2.924  | 452  |
| Quelle | [ 4 ] | [ 5 ] | [ 6 ] | [ 7 ] | [ 8 ] | [ 9 ] | [ 10 ] | [ 11 ] | [ 12 ] | [ 13 ] | [ 14 ] | [ 15 ] | [ 16 ] | [ 17 ] | [ 18 ] |      |